# Magne Thorleiv Rønning
Pour les articles homonymes, voir Rønning.
Magne Thorleiv Rønning, né 5 avril 1982, est un biathlète norvégien.

## Biographie
Il obtient son meilleur résultat individuel en Coupe du monde en 2005 à Östersund, avec une 16e place sur la poursuite.

## Palmarès

### Coupe du monde
- Meilleur classement général : 65e en 2007
- Meilleur résultat individuel : 16e

### Championnats d'Europe
- Médaille d'argent du relais en 2007 et 2008.